# Atomhatalom
Az atomhatalom olyan állam, amely nukleáris fegyverekkel és az ehhez szükséges szállítóeszközökkel rendelkezik, azaz képes atomfegyverek bevetésére. 2020-ig nyolc szuverén állam jelentette be nyilvánosan az atomfegyverek sikeres kifejlesztését.

Nukleáris fegyverrel rendelkező államok
Az atomsorompó-szerződés (1968) által megjelölt nukleáris fegyverekkel rendelkező államok (Kína, Franciaország, Oroszország, Egyesült Királyság, Egyesült Államok)
Egyéb, nukleáris fegyverekkel rendelkező államok (India, Pakisztán, Észak-Korea)
További államok, amelyek feltételezhetően nukleáris fegyverekkel rendelkeznek (Izrael)
Olyan NATO- vagy CSTO-tag államok, amelyek a nukleáris megosztás politikája részeként hozzáférhetnek atomfegyverekhez (Belgium, Németország, Olaszország, Hollandia, Törökország, Fehéroroszország)
Korábban nukleáris fegyverekkel rendelkező államok (Kazahsztán, Dél-Afrika, Ukrajna)

## Az államok
A második világháborúban:
- az  Amerikai Egyesült Államok,

azóta további kilenc ország
- Szovjetunió –  Oroszország,
- Kína,
- Franciaország,
- Egyesült Királyság,
- Izrael,[2]
- Pakisztán,[3]
- India [4]
- Észak-Korea [5]

fejlesztett ki nukleáris fegyvereket. 

### Történet
A II. világháború befejeztével és a hidegháború kitörésével Svédország is létrehozott egy nukleáris fegyvereken alapuló kutatási programot, de az atomsorompó-szerződés (NPT) 1968-as aláírásával felszámolta azt.
Dél-Afrika még az 1970-es és 1980-as években kezdte meg saját nukleáris fegyvereinek kifejlesztését, a program azonban az 1990-es évek elején kudarcba fulladt.
Fehéroroszország, Kazahsztán és Ukrajna is hozzájutott nukleáris fegyverekhez a Szovjetunió 1991-es széthullását követően. Az akkor megalakult 14 új ország magáénak tekintette a saját területekre eső szovjet katonai létesítményeket a meglévő felszerelésekkel együtt. Oroszország azonban a nyugati nemzetek pénzügyi és diplomáciai segítségével megvásárolta a három ország nukleáris fegyvereit, melyeket aztán (állítólag) megsemmisített.
Argentína, Brazília, Líbia, Dél-Korea, Svájc és Tajvan is rendelkezett olyan programokkal, melyek a nukleáris fegyverek gyártását szorgalmazták volna, ezek azonban különböző okok miatt kudarcba fulladtak. Hasonló a helyzet Iránban és Szíriában is, ahol a jelenleg még érvényben lévő fejlesztési programok sem tűnnek hosszú életűnek. A jelek szerint Japán egy esetleges háborús fenyegetés esetén, rövid időn belül képes lenne nukleáris fegyverek előállítására.